# Marchamalo
Marchamalo é um município da Espanha, na província de Guadalajara, comunidade autónoma de Castela-Mancha. Tem 31,20 km² de área e em 2021 tinha 7 889 habitantes (densidade: 252,9 hab./km²). Pertence à comarca de Campiña de Guadalajara, e limita com os municípios de Guadalajara, Cabanillas del Campo e Fontanar.